# Blekdžek
Blekdžek (engl. Blackjack takođe i ajnc) je kartaška igra na sreću, popularna u kockarnicama. Igra se sa 1-8 špilova od po 52 karte, bez džokerâ. Poznata je kao jedna od malobrojnih igra na sreću protiv kuće u kojima igrač može steći statističku prednost nad kockarnicom.

## Početak igre
Pre igre igrač mora uložiti određeni iznos novca. Nakon što su svi igrači za stolom uložili, delitelj deli svakom igraču dve karte licem gore, a sebi jednu licem gore i jednu licem dole („hole card”). Cilj igre je da se postigne broj karatnih bodova veći od deliteljevog, a da igrač ne pređe 21. Ako pređe 21, automatski gubi igru. Karte s brojevima vrede onoliko bodova koliki je broj, a žandar, dama i kralj vrede 10 bodova. As vredi 11 bodova ako je zbir drugih karata 10 ili manji; odnosno 1 bod ukoliko je zbir drugih karata 11 ili veći. Međutim, ako igrač ima dva asa, jedan od njih mora vredeti 11 bodova, osim ako sve ostale karte zajedno vrede 10 ili više bodova. Ako igrač ima asa od 11 bodova, tada mu je zbir „mekan”, a ako nema asa ili ima asa od jednog boda, tada mu je zbir „tvrd”. Ukoliko igrač pobedi delitelja, ulog mu se isplaćuje 1:1 (npr. ako je uložio 10 evra i pobedi, nazad će dobiti 10 uloženih eura i još 10 eura, ukupno 20). Pravila: kada dva igrača imaju 21 u ukupnom zbiru njihovih karata onaj ko ima veću kartu pobeđuje osim ako onaj drugi ima 4 i 7 u tom slučaju drugi pobeđuje

## Istorija
Neposredna preteča Blekdžeka bila je engleska verzija od dvadeset i jedan pod nazivom Vingt-an, igra nepoznatog (ali verovatno španskog) porekla. Prva pisana referenca nalazi se u knjizi španskog autora Migela de Servantesa. Servantes je bio kockar, a protagonisti njegovog „Rinkonete i Kortadiljo”, iz Uzornih romana, varaju na kartama u Sevilji. Oni su vešti u varanju u igri veintiuna (španski za „dvadeset jedan”) i navode da je cilj igre da se postigne 21 poen bez prelaska i da as vredi 1 ili 11. Igra se sa španskim baraha špilom .
„Rinkonete i Kortadiljo“ je napisana između 1601. i 1602. godine, što implicira da se ventiuna igrala u Kastilji od početka 17. veka ili ranije. Kasnije reference na ovu igru nalaze se u Francuskoj i Španiji.
Prvi zapis o igri u Francuskoj se javlja 1888. i u Britaniji tokom 1770-ih i 1780-ih, ali su se prva pravila pojavila u Britaniji 1800. godine pod imenom Vingt-an. Dvadeset jedan, tada još poznat kao Vingt-an, pojavio se u Sjedinjenim Državama početkom 1800-ih. Prva američka pravila bila su reprint engleskih pravila iz 1825. godine. Engleski Vingt-an se kasnije razvio u sopstvenu američku varijantu koja je oko 1899. preimenovana u blekdžek.
Septembra 1956, Rodžer Boldvin, Vilbert Kantej, Herbert Mejzel i Džejms Mekdermot objavili su rad pod naslovom Optimalna strategija u blekdžeku u Journal of the American Statistical Association, prvu matematički ispravnu optimalnu strategiju za blekdžek. Ovaj rad je postao temelj budućih napora da se pobedi blekdžek. Ed Torp je koristio Boldvinove ručne proračune da bi potvrdio osnovnu strategiju i kasnije objavio (1963. godine) Pobedite dilera.

## Opcije
Igrači redom mogu birati između dve opcije: hit ili stand. Katkada su prisutne i druge moguće opcije, iako neke kockarnice dozvoljavaju samo hit i stand.

### Hit
Kad igrač napravi hit, dobiva još jednu kartu. U nekim kockarnicama igrač automatski pobeđuje kad skupi 6 ili 7 karata, dokle god je zbir prvih 5 (6) karata 20 ili manji. Hit se obično u kockarnicama označava dodirivanjem stola kažiprstom.

### Stand
Kad igrač napravi stand, ne dobija dodatne karte i njegov red se završava. Svi igrači moraju da naprave stand, pređu 21 ili završiti igru na neki drugi način (nije moguće u svim kockarnicama) da bi delitelj mogao da počne sa svojom igrom. U kockarnicama se označava pokretom ruke iznad karata.

### Dvostruko dole
Kad igrač napravi „dvostrukko dole” (engl. double down), dobija još jednu kartu i njegov je red se završava. Igrač pritom mora da uloži iznos jednak svojem početnom ulogu. Dvostruko dole se u većini kockarnica sme raditi samo sa svim mekanim zbirovima i tvrdim zbirovima 10 i 11 (katkad i sa 9). Novi ulog se ne sme stavljati na početni, već pokraj njega (već uloženi novac se u kockarnici ne sme dodirivati).

### Razdvajanje
Ako igrač dobije dve iste karte, može ih razdvojiti (engl. split). Za razdvajanje mora da uloži iznos jednak svom početnom ulogu (kao dvostruko dole). Nakon toga igra svaku kartu kao zaseban igrač. Ukoliko na jednoj od tih karata ponovo dobije dve iste karte, može ih opet razdvojiti. Većina kockarnica ima ograničenje broja razdvajanja u jednom deljenju (obično 3 ili 4), dok neke razdvajanje uopšte ne dozvoljavaju. Igrač označava split tako da doda novi ulog kao u dvostrukom dole, a zatim nad kartama napravi pokret rukama kao da će ih razdvojiti. Važno je da pritom ne dodirne karte, jer radi dodirivanja gazda pita može poništiti deljenje.

### Predaja
U retkim kockarnicama prisutna je i opcija predaje (može se zvati i kasnom predajom). Igrač može da izvede predaju samo odmah nakon što je dobio svoje prve dve karte (nikad nakon splita ili bilo koje druge akcije). Ako se preda, njegov se red završava kao u standu. Međutim, igrač ne upoređuje karte s deliteljevima, nego automatski dobija nazad polovinu svog početnog uloga. Ova opcija je izuzetno retko profitabilna, a igrači je prečesto koriste kad je nepotrebna.

## Blekdžek
Ukoliko igrač na deljenju nakon bilo koje akcije dobije zbir 21, njegov red se automatski završava. U tom slučaju može imati remi samo ako delitelj ima 21, inače pobeđuje. Međutim, ako je dobio 21 isprva (mora imati asa i kartu višu od desetke, ali ne dva asa), igrač ima blekdžak, te dobija dobitak isplaćen 3:2 (npr. ako je uložio 20 evra, dobija nazad 20 uloženih i još 3÷2×20=30 evra, ukupno 50). Igrač ne dobija ništa samo ako delitelj takođe ima blekdžek. Tada se dogodi remi.

### Osiguranje
Neke kockarnice zahtevaju od delitelja da igračima ponude „osiguranje” ukoliko je njihova karta licem gore as (ponekad se dozvoljava i 10, žandar, dama ili kralj). Bez obzira ima li ili nema blekdžek, igrač može uložiti do polovice početnog uloga kao osiguranje. Ako igrač ima blekdžek, delitelj će mu ponuditi jednak novac. To je isto kao i osiguranje. Ako iko od igrača prihvati osiguranje ili jednak novac, delitelj će zaviriti pod drugu kartu tako da igrači to ne vide i reći ima li blekdžek ili ne. Ukoliko ima, igračima s osiguranjem iznos osiguranja se vraća u odnosu 2:1. Igrači koji takođe imaju blekdžek su u remiju i dobivaju svoj početni ulog nazad, a oni koji nemaju automatski gube igru. Ukoliko nema, kuća pokupi uloge osiguranja i ne isplaćuje ih, a igra se normalno nastavlja, a igrači sa blekdžkom odmah dobijaju isplatu 3:2.

## Deliteljeva igra
Deliteljeva je igra strogo propisana i u njoj ne postoji element veštine, jer delitelj ne može donositi nikakve odluke o njoj. Kad svi igrači završe svoj red, delitelj okreće svoju kartu licem nagore. Zatim uzima nove karte sve dok ima 16 ili manje. Ako dobije 18-21, delitelj stane i drugi igrači uspoređuju svoj broj bodova s njegovim. Ako ima više od 22, delitelj je automatski izgubio i svi preostali igrači dobijaju. Ako delitelj ima tvrdih 17 (nema asa ili ima asa i 16 bodova u drugim kartama), staje. Ako ima mekih 17 (as i 6 bodova u drugim kartama), tada njegova igra zavisi od pravila kuće. Za igrača je profitabilnije da delitelj u toj situaciji staje.

## Upoređivanje karata
Ako delitelj ima više bodova nego igrač, igrač gubi. Ako je obrnuto, igrač dobiva i dobitak mu se isplaćuje 1:1. Ako igrač i delitelj imaju jednak broj bodova, igrač dobiva svoj ulog nazad, ali bez dobitka, osim kada jedan od njih ima blekdžk, a drugi normalnih 21. Tada onaj sa blekdžkom dobija.

## Literatura
- Beat the Dealer : A Winning Strategy for the Game of Twenty-One. 1966. ISBN 978-0-394-70310-7., Edward O. Thorp.
- Blackbelt in Blackjack. 1980. ISBN 978-0-910575-05-8., Arnold Snyder, 1998.
- Blackjack and the Law. 1998. ISBN 978-0-910575-08-9., I. Nelson Rose and Robert A. Loeb.
- Blackjack: A Winner's Handbook. 1978. ISBN 978-0-399-52683-1., Jerry L. Patterson, 2001.
- Encyclopedia of Casino Twenty-One. 1993. ISBN 978-1-879712-02-7., Michael Dalton, 2016.
- Ken Uston on Blackjack. 1986. ISBN 978-0-8184-0411-5., Ken Uston.
- Knock-Out Blackjack. 1998. ISBN 978-0-929712-31-4., Olaf Vancura and Ken Fuchs.
- Luck, Logic, and White Lies: The Mathematics of Games. 2004. стр. 121—134,. ISBN 978-1-56881-210-6., Jörg Bewersdorff. supplement: Blackjack calculator (JavaScript)
- Million Dollar Blackjack. 1981. ISBN 978-0-89746-068-2., Ken Uston, 1994.
- Playing Blackjack as a Business. 1971. ISBN 978-0-8184-0064-3., Lawrence Revere, 1998.
- Professional Blackjack. 1975. ISBN 978-0-935926-21-7., Stanford Wong, 1994.
- The Theory of Blackjack. 1979. ISBN 978-0-929712-12-3., Peter Griffin, 1996.
- The Theory of Gambling and Statistical Logic. 1977. стр. 215—251. ISBN 978-0-12-240761-1., Richard A. Epstein.
- The World's Greatest Blackjack Book. 1980. ISBN 978-0-385-15382-9., Lance Humble and Carl Cooper.
- The Blackjack Life. 2012. ISBN 978-1935396338., Nathaniel Tilton.
- Chambers, Kerry (2011). Gambling for profit: Lotteries, gaming machines, and casinos in cross-national focus. U of Toronto press..
- Ferentzy, Peter, and Nigel Turner. „Gambling and organized crime-A review of the literature.”. Journal of Gambling Issues. 23 (2009): 111—155..
- Ferentzy, Peter, and Nigel E. Turner (2013). A history of problem gambling. Springer-Verlag. Архивирано 4 новембар 2018 на сајту
- Haller, Mark H. (1979). „The changing structure of American gambling in the twentieth century.”. Journal of Social Issues. 35 (3): 87—114. doi:10.1111/j.1540-4560.1979.tb01047.x..
- Richard, B. (2010). „Diffusion of an economic development policy innovation: Explaining the international spread of casino gambling.”. Journal of Gambling Studies. 26 (2): 287—300. PMID 20012887. S2CID 27506643. doi:10.1007/s10899-009-9166-4.
- Schwartz, David G.; Schwartz, Dr David G. (7. 1. 2013). Roll the Bones: The History of Gambling (Casino изд.). Winchester Books. ISBN 978-0615847788.. excerpt
- „Definition as Gaming”. United Kingdom Office of Public Sector Information. Приступљено 2012-09-22.
- Humphrey, Chuck. „Gambling Law US”. Gambling-Law-US.com. Архивирано из оригинала 5. 5. 2016. г. Приступљено 2012-09-22.
- „UK Gambling Commission”. Gamblingcommission.gov.uk. Приступљено 2012-09-22.
- „Gambling or Gaming, Does it Matter”. World Casino Directory. 2019-12-02. Приступљено 2019-12-13.
- „You bet”. The Economist. 8. 7. 2010. Архивирано из оригинала 18. 12. 2019. г.
- Schwartz, David (2013). Roll The Bones: The History of Gambling. Winchester Books. ISBN 978-0-615-84778-8.
- Murdoch, James (1926). A History of Japan. 3 (reprint изд.). London: Psychology Press (објављено 1903). ISBN 978-0-415-15417-8. Приступљено 2018-04-06.
- Wilkins, Sally (2002). Sports and Games of Medieval Cultures. Greenwood. ISBN 978-0-313-36079-4.
- Thomassen, Bjørn (2014). Liminality and the Modern: Living Through the In-Between. Ashgate Publishing, Ltd. ISBN 978-1-4094-6080-0.
- Roger Munting, (1996). An economic and social history of gambling in Britain and the USA. Manchester UP..
- Brenner, R.; Brenner, G.A.; Brenner, G.A. (1990). Gambling and Speculation: A Theory, a History, and a Future of Some Human Decisions. Cambridge University Press. ISBN 978-0-521-38180-2. Приступљено 2023-03-12.

## Spoljašnje veze
- Pravila Blekdžeka
- Blackjack na veb-sajtu  (језик: енглески)
- BlackjackinColor

Regulacije u Ujedinjenom Kraljevstvu